# Белич, Саша
Саша Белич (хорв. Saša Belić, родился 7 февраля 1981 в Загребе) — хорватский хоккеист, защитник. Старший брат Вани Белича — также хоккеиста.

## Достижения

### Клубные
- Чемпион Хорватии: 2000, 2001, 2002, 2003, 2004, 2005, 2006, 2007, 2009, 2010, 2011

### В сборной
- Победитель молодёжного чемпионата мира в дивизионе D: 2000
- Победитель чемпионата мира во Втором дивизионе: 2005 и 2007